# 布拉戈维申卡 (阿尔泰边疆区)
布拉戈维申卡（羅馬化：Blagoveshchenka）是俄罗斯阿尔泰边疆区的市级镇、布拉戈维申卡区行政中心，位于库伦达湖和库丘克湖附近。周边有新布拉戈维申卡站，连接巴尔瑙尔与库伦达。
该地2021年有人口11,300人；2010年人口11,626；2002年人口12,416；1989年人口13,600。